# Latynowie

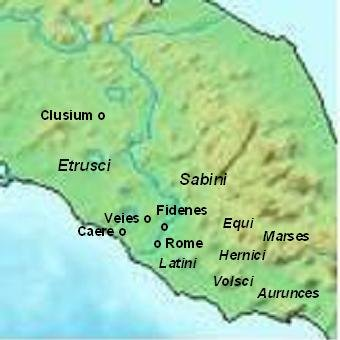
Plemiona środkowej Italii

Latynowie, Latini (łac. Latini) – jedno z plemion italskich żyjące w regionie ujścia Tybru i Gór Albańskich, od którego pochodzi nazwa regionu Lacjum (Latium vetus).

## Historia
Eponimiczny protoplastą Latynów był Latynus (łac. Latinus), będący epifanią Jowisza Latyńskiego (łac. Iuppiter Latiaris). Najważniejszym miastem początkowo była Alba Longa w okolicach jeziora Albano (identyfikacja miejsca pozostaje sporna), założona przez mitycznego Askaniusza, syna Eneasza. Latynowie stworzyli cywilizację zwaną kulturą Lacjum.
W czasie dominacji Etrusków znajdowali się pod ich panowaniem, zwłaszcza bardzo silnego miasta-państwa Weje. 
Zgodnie z legendą w 753 p.n.e. na ich terenach powstało miasto Rzym, które najpierw pokonało Weje, aby z czasem rozrosnąć się w hegemona Italii i wielkie imperium. Związek Latyński został zlikwidowany w 338 p.n.e. Latynowie otrzymali pełnie praw jako obywatele rzymscy w 90 r. p.n.e.
Z języka Latynów wyrosła łacina, która stała się językiem urzędowym imperium i fundamentem kultury europejskiej.